# أنتيسا (ليسفوس)
أنتيسا (Άντισσα) هي مدينة في ليسفوس في اليونان.
يبلغ عدد سكانها حوالي 761 نسمة.